# Програм Илегални
Програм Илегални (назив Министарства правде САД) била је мрежа руских агената који су били активни у САД, где су зарад слике у јавности водили уобичајене, често породичне животе, док су истовремено вршили обавештајне задатке за Руску Федерацију. Истрага Федералног истражног бироа (FBI) кулминирала је хапшењем десет агената 27. јуна 2010. и разменом затвореника између Русије и Сједињених Америчких Држава 9. јула 2010.

## Хапшења
Ухапшени шпијуни били су руски држављани које је Руска спољна обавештајна служба (позната по руској скраћеници СВР) пласирала у САД; већина њих користила је лажни идентитет. Представљали су се као обични амерички грађани, покушали су да изграде контакте са академицима, индустријалцима и креаторима политике како би добили приступ обавештајним подацима. Они су били мета вишегодишње истраге FBI. Истрага, названа Операција Приче о духовима, кулминирала је крајем јуна 2010. хапшењем десет људи у САД и хапшењем једанаесте особе на Кипру. Десет агената спавача оптужено је за „извршавање дугорочних задатака у Сједињеним Америчким Државама у име Руске Федерације.
Осумњичени ухапшен на Кипру је побегао након плаћања јемства, дан након хапшења. Дванаеста особа, руски држављанин који је радио за Microsoft, такође је ухапшена отприлике у исто време и депортован је 13. јула 2010. Документи московског суда објављени 27. јуна 2011. откривају да су још два руска агента, за које Русија тврди да су познати FBI, успела да побегну из САД, а да нису ухапшени.
Десет агената пребачено је у Беч 9. јула 2010, убрзо након што су се изјаснили кривим по оптужбама да се нису регистровали као представници стране владе. Истог дана, агенти су размењени за четири руска држављана, од којих је тројица осуђена и затворена од стране Русије због шпијунаже (велеиздаје) у име САД и Велике Британије.
Тридесет и првог октобра 2011. године, FBI је јавно објавио неколико десетина фотографија, снимака са видео-надзора и докумената у вези са истрагом, што је био одговор на захтеве поднете на основу Закона о слободи информација.
Употребом фалсификованих докумената, неки од шпијуна су преузели украдене идентитете Американаца, уписали се на америчке универзитете и придружили се професионалним организацијама у циљу даљег инфилтрирања у владине кругове. Две особе су користиле имена Ричард и Синтија Марфи и живеле су у Хобокену, Њу Џерси, средином 1990-их, пре него што су купиле оближњу кућу у предграђу Монтклера. Још један пар наведен у судским документима били су новинарка Вики Пелаез и Михаил Васенков (користећи алијас Хуан Лазаро) у Јонкерсу, Њујорк. У судским поднесцима се наводи да су парови у Русији распоређени да „кохабитирају у земљи у коју су распоређени“, као и да су имали децу у браковима како би помогли у одржавању свог дубоког тајног статуса.
У кривичним пријавама које су касније поднете разним федералним окружним судовима наводи се да су руски агенти у САД пренели информације СВР-у путем порука скривених у дигиталним фотографијама, написаних мастилом које нестаје, ад хок бежичним мрежама и краткоталасним радио преносима, као и кроз замене идентичних торби док пролазе једни поред других на степеништу железничке станице. Поруке и материјали су прослеђене на местима као што су Гранд Централ Терминал и Централ Парк.
Руски агенти добили су задатак од „Московског центра” да извештавају о политици САД у Централној Америци, америчком тумачењу руске спољне политике, проблемима са америчком војном политиком и „политиком Сједињених Америчких Држава у вези са употребом интернета од стране терориста”.
Према извештајима медија, планирање FBI-а да ухапси „илегалне“ почело је средином јуна 2010. године, али су акцију наводно убрзали неки чланови групе који намеравају да путују ван САД, као и све већа забринутост Ане Чепман о томе да су били разоткривени. Владимир Гуријев је планирао да отпутује у Француску, а можда и у Русију, Безруков је планирао да путује ван САД са својим сином, а Чепмен је у телефонском позиву њеном оцу дан пре хапшења рекла да сумња да је можда откривена и планирала је да оде у Москву средином јула 2010.
Америчке власти су 27. јуна 2010. ухапсиле десет агената умешаних у серију рација у Бостону, Монтклеру (Њу Џерси), Јонкерсу и Северној Вирџинији. Они су оптужили те појединце за прање новца и нерегистровање као агенти стране владе. Нису подигнуте оптужбе да су умешани појединци добили приступ поверљивом материјалу, иако су успостављени контакти са бившим обавештајним званичником и научником који је учествовао у развоју бомби за уништавање бункера.
Један од осумњичених, под именом Кристофер Р. Метсос, приведен је 29. јуна 2010. док је покушавао да отпутује са Кипра за Будимпешту, али је пуштен уз кауцију и потом је нестао.
Није било доказа да су се осуђени агенти познавали друге агенте мимо својих супружника; војни аналитичар Павел Фелгенхауер сматрао је да они стога не представљају „шпијунски ланац“.
Убрзо након хапшења, Гардијан је прокоментарисао: „Операција FBI представља највећи продор СВР комуникација у последње време. FBI је читао њихове мејлове, дешифровао њихове информације, читао уграђене шифроване текстове на сликама постављеним на мрежи, прислушкивао њихове мобилне телефоне, снимао пренос врећа новца и порука невидљивим мастилом од једног агента до другог и хаковао њихово лажно потраживања трошкова... Обаештане медоте које је користио наводни ланац СВР биле су аматерске, и од њега ће се најежити друге обавештајне организације у Русији. Ово је било зезнуто у заиста епским размерама. Нису откривене никакве тајне о бомбама које су разбијале бункере, али је мрежа издана... Бити разоткривен пре него што су заиста могли да ураде било какво озбиљно шпијунирање је двоструко непријатно.“
Поклапајући се са даном размене заробљеника, 9. јула 2010. пријављена је смрт истакнутог руског пребега Сергеја Третјакова, који је умро у САД 13. јуна 2010. Извештај лекара са Флориде, објављен 20. септембра 2010, наводи тумор као узрок смрти. Као одговор на наводе у медијима да је можда дојавио америчким властима о неким од „илегалних“, коаутор књиге које је написао Третјаков, Пит Ерли, позивајући се на анонимне „добро обавештене“ изворе, рекао је у јулу 2010. да Третјаков није био упознат са случајем руских "илегалаца".
У издању Комерсант од 11. новембра 2010. објављен је чланак који је, позивајући се на неименоване изворе из руске владе, садржао наводе да је „илегалце“ издао виши официр СВР- по имену „пуковник Шчербаков“ (према неименованом бившем извору ЦИА-е, његово пуно име би могло бити Александр Васильевич Щербаков, Alexander Vasilievich Shcherbakov). Потоњи је, према изворима листа, био на челу „америчког“ одељења СВР задуженог за „илегалЦе“ и отишао ЈЕ из Русије у САД „три дана пре јунске посете Дмитрија Медведева САД“. Према изворима других медија, име „Шчербаков“ је било измишљено, а бројни стручњаци и коментатори су многе наводе у чланку оценили као сумњиве или невероватне. Ипак, неки коментари руског председника Медведева наредног дана протумачени су као индиректна потврда пребега на високом нивоу у руском обавештајном апарату. Интерфакс је 15. новембра 2010. цитирао неименоване изворе у руској обавештајној служби који тврде да је право име пребегника који је био првенствено одговоран за откривање десеторице осуђених агената Александар Потејев (наводно, његово пуно име је Александр Николајевич Потеев, Aleksandr Nikolayevich Poteyev), који је био пуковник у СВР-у и био заменик начелника америчког одељења у оквиру Управе „С“ СВР-а („С“ надгледање илегалаца). Према неименованом извору Интерфакса, особа по имену Шчербаков је заиста била на високом положају у СВР и „пребегла је пре око две године“.

### Агенти које је FBI ухапсио 27. јуна 2010

#### Ана Чепмен
Ана Чепмен - девојачко презиме Anna Vasil'evna Kushchenko —ухапшена је са још девет особа 2010. Према америчким властима, њено раније име је Ања Кушченко и она је Волгограђанка (а према неким извештајима, рођена је у Украјини). Њен отац је био запослен у руској амбасади у Најробију, Кенија. Магистрирала је економију на Руском универзитету пријатељства народа у Москви. Касније је радила у Лондону у NetJets, Barclays Bank и другим компанијама.
Петог јула 2010, One India је известила да је Чепменова можда била регрутована да постане агент када је била у Уједињеном Краљевству, наводећи Олега Гордијевског и Алекса Чепмена као изворе и да је хитна истрага у току обавештајних структура УК, како би се утврдило да ли је Чапмен организована ћелије спаваче у Уједињеном Краљевству.
Чепменови претходни састанци са њеним руским руководиоцима били су средом; не лицем у лице; искључиво за пренос информација преко шифрованих приватних рачунарских мрежа у Barnes & Noble или Starbucks. Тако је њена сумња изазвала када ју је доушник FBI, који се представљао као руски конзуларни службеник по имену „Роман“, у суботу 26. јуна замолио да дође у Њујорк из Конектиката, где је провела викенд. Њене сумње су се повећале када се испоставило да је „Роман“ човек кога није познавала који је од ње тражио да преда лажни пасош Сједињених Америчких Држава другом агенту на састанку лицем у лице. Задатак преноса лажног америчког пасоша другом руском агенту на састанку лицем у лице био је изнад свега што јој је Московски центар раније доделио.
После сусрета са „Романом“, Чепмен је купила нови мобилни телефон и две телефонске картице. Позвала је свог оца у Москву и још једну особу у Њујорк. FBI је пратио позиве.
Чепмен је предала свој пасош у полицијској станици у Њујорку, али ју је FBI испитао и ухапсио.
Према речима њеног америчког адвоката Роберта Баума, док је била у америчком затвору, плашила се да ће бити депортована. Када је депортација постала неизбежна, рекла је да ће отићи да живи у Лондон користећи свој пасош Уједињеног Краљевства, али јој је пасош касније одузет. Након депортације у Русију, у јулу 2010, Роберт Баум је поновио да његова клијенткиња жели да остане у САД. Такође је рекао да је „посебно узнемирена“ одузимањем британског држављанства и искључењем из земље.
Осмог августа 2010, британски таблоид Сандеј Експрес цитирао је неидентификовани „извор близак МИ6 “ који је рекао: „Постојао је договор на столу непосредно пре него што је ухватила свој линијски лет за Москву. Тајна служба ју је пресрела на повратку из Америке за Беч, где је њен авион слетео да допуни гориво. МИ6 је желео да сазна за друге 'илегалце' - руске шпијунске ћелије - који се крију у Уједињеном Краљевству, па су јој дали понуду. Заузврат су јој понудили да јој врате британско држављанство и да јој дозволе да се настани у Лондону. Међутим, Ана није имала ништа од тога и рекла им је без сумње да жели да се врати у Русију.“
У септембру 2010. немачки часопис Der Spiegel известио је да је Чепменова рекла да јој је СВР забранио да говори било шта о својим активностима у САД.

#### Михаил Анатољевич Васенков (Хуан Лазаро) и Вики Пелаез
Вики Пелаез, држављанка Перуа и држављанка САД, и Михаил Анатољевич Васенков Mikhail Anatolyevich Vasenkov, руски држављанин, ухапшени су у својој кући у Јонкерсу у Њујорку. Обоје су признали да су руски агенти. Пар има заједничког сина, а Пелаез такође има сина из претходног брака.
Према извештају The Wall Street Journal почетком августа 2010. године, прави Хуан Лазаро је умро од респираторне инсуфицијенције 1947. у Уругвају у доби од 3 године, а Васенков је вероватно користио извод из матичне књиге рођених мртвог детета да изгради личност. Према досијеу који води перуанско министарство унутрашњих послова, а који је цитирао The Wall Street Journal, Васенков је 13. марта 1976. летео из Мадрида у Лиму са уругвајским пасошем на име Хуан Хосе Лазаро Фуентес. На дописници једне шпанске дуванске компаније носио је писмо у којем је писало да су га ангажовали за истраживање тржишта у Перуу. Две године касније, доставио је копије пасоша и уругвајског извода из 1943. године са писмом у којем је од перуанског војног диктатора Франсиска Моралеса Бермудеза (земљом је тада управљала хунта наклоњена САД) тражио перуанско држављанство, које је Перу доделио 1979. године.
„Хуан Лазаро ”се 1983. оженио Вики Пелаез. Пелаез је била телевизијски репортер у Перуу и колумниста у El Diario La Prensa у Њујорку. У својим списима, Пелаез је често критиковала америчку политику у Латинској Америци и подржавала ослободилачке покрете у тим земљама. Године 1985. Пелаез и "Лазаро" су се преселили у Њујорк са њеним сином из претходне везе.
„Хуан Лазаро“ је 1990. године написао чланак за европску публикацију који је „сјајно“ говорио о герилском покрету Сјајни пут. Описан је као „новинар и антрополог“ у књизи Жене и револуција: Глобални израз из 1998. године, за коју је дао допринос аутору. Васенков је студирао на Новој школи за друштвена истраживања и предавао је наставу о политици Латинске Америке и Кариба на Барух колеџу током једног семестра током школске 2008–2009. године као ванредни професор. Према извештају Њујорк тајмса од 29. јуна 2010, Васенков је био истакнути противник америчке спољне политике у настави: „Он је тврдио да су ратови у Ираку и Авганистану били трик за прављење новца за корпоративну Америку. Похвалио је председника Венецуеле Уга Чавеса и омаловажавао председника Колумбије Алвара Урибеа као пијуна паравојних група које имају широку контролу над трговином дрогом.“ Најмање један студент се жалио на Васенковљеву наставу и пуштен је на крају семестра. Председавајући одељења је известио да Васенковљева упутства нису била на нивоу стандарда, што је довело до тога да је предавао само један семестар, али да се не сећа никакве контроверзе око било каквих антиамеричких ставова.
Амерички званичници су известили да је Васенков 27. јуна 2010. признао да је шпијун и да „Хуан Лазаро“ није његово право име, иако је одбио да каже свој прави идентитет. Додатно је навео да није рођен у Уругвају и да је Пелаез у његово име достављао писма руским властима. Касније је објављено да је Лазарово право име Михаил Васенков. У новембру 2010, руски лист Комерсант објавио је наводе руских анонимних извора да су Васенкову, док је био у америчком притвору, сломљена три ребра и ногу од стране истражитеља који су покушавали да извуку више информација од њега – тврдња коју су стручњаци оценили као веома невероватна. Чланак Комерсант-а такође цитира неименоване изворе из руске владе да је Васенкову предочен лични досије СВР о њему који је добио преко вишег пребега СВР-а („пуковник Шчербаков“), након чега је био приморан да призна своју Право име.
The Wall Street Journal је 7. августа 2010. цитирао америчког адвоката Васенкова, Генесис Педуто, који му је рекао да му је клијент телефоном наговестио да жели да оде из Москве у Перу: „Он не жели да остане у Русији. Каже да је Хуан Лазаро и да није из Русије и да не говори руски. Жели да буде тамо где његова жена иде, у њену родну земљу, где ће Хуану млађем бити лакше да га посети. Породица је на првом месту.“

#### Андреј Безруков и Јелена Вавилова (Доналд Хитфилд и Трејси Ли Ен Фоли)
Андреј Безруков (Доналд Хитфилд) и Јелена Вавилова (Трејси Ли Ен Фоли) признао је да је и руски држављанин и руски агент. Агенти имају два сина Александра и Тимотија, који су, у време хапшења родитеља, имали 16 и 20 година Синови су непоколебљиви у ставу да нису имали појма о правом идентитету својих родитеља; неименовани амерички званичници рекли су, без пружања доказа, да су родитељи открили свој прави идентитет старијем сину много пре хапшења.
Безруков и његова супруга Јелена Вавилова имали су дом у Кембриџу, Масачусетсу. Хитфилд је стекао диплому МПА на Државној школи Џон Ф. Кенеди, на Универзитету Харвард. Хитфилд је тврдио да је био син канадског дипломате и да је студирао у школи у Чешкој. Колега који је завршио школу Кенеди приметио је да је Хитфилд пажљиво пратио својих скоро 200 класића, међу којима је био и председник Мексика Фелипе Калдерон. Пар је ухапшен 27. јуна 2010.
Дана 16. јула 2010. године, након његовог хапшења и депортације, Харвард је укинуо Хитфилдову диплому на основу његовог погрешног представљања његовог идентитета у пријави.
Безруков је био професионални члан World Future Society, којег је Бостон Хералд описао као „тинк тенк о будућим технологијама који одржава конференције на којима учествују врхунски научници из владе“. Леон Фуертх, бивши саветник за националну безбедност потпредседника САД Ала Гореа, говорио је на конференцији Светско друштво будућности 2008. у Вашингтону, заједно са професором Универзитета Џорџ Вашингтон Вилијамом Халалом. У чланку Волстрит џурнала од 2. јула 2010. наводи се да је Фирт признао да је срео Хитфилда након говора који је одржао. У истом чланку, Халал је описао своју везу са Хитфилдом као бенигну; „Налетео бих на њега на састанцима... Немам информације које би имале било какву безбедносну вредност... Све што сам дао Дону говорио је нашироко и лако доступно на интернету." Безруков је био извршни директор Future Map, консултантске компаније укључене у владине и корпоративне системе приправности.
Безрукова супруга за покривање, Јелена Вавилова, радила је за Редфин, фирму за некретнине у Сомервилу, Масачусетс. Тврдила је да је из Канаде, али је такође путовала са британским пасошем.
У јулу 2012, позивајући се на садашње и бивше америчке званичнике, Тhe Wall Street Journal је објавио да је пар припремио свог сина Тима Фолија за будућу шпијунску каријеру. Имао је 20 година када су му родитељи ухапшени и управо је завршио другу годину на Универзитету Џорџ Вашингтон у Вашингтону. Он и његов млађи брат отпутовали су у Русију у јулу 2010. да упознају своје родитеље након депортације. Обојица нису могли да се врате у САД. Синови, рођени у Канади и сматрају се Канађанима, а у Москви се нису осећали као код куће; нису могли да поврате канадско држављанство, одбијене су им визе за Канаду, Француску и Уједињено Краљевство, па су због тога нису могли да упишу факултет. места која су им била понуђена. До 2018. оба сина су добила судске спорове у Савезном апелационом суду како би потврдили своје канадско држављанство; пресуду је потврдио Врховни суд Канаде 19. децембра 2019. Одлука је поставила важан административни преседан. У марту 2018, Александар (који се презивао по мајци Вавилов) је добио канадски пасош и вратио се у Канаду, док је чекао пресуду Врховног суда.
Главни агент FBI-а у случају против шпијунског пара био је Петер Стрзок.
Од августа 2019. пар је живео у Москви; Безруков је предавао на универзитету и обављао консултантске послове за нафтну компанију, док Вавилова „такође има консултантску улогу у компанији“, наводи се у чланку који је објавио Гардијан.

#### Владимир и Лидија Гурјев (Ричард и Синтија Марфи)
Владимир Гурјев (алијас Ричард Марфи) и Лидија Гуријева (алијас Синтија Марфи) били су руски агенти у Њу Џерсију.
Лидија Гуријева је похађала школу у Сједињеним Државама, стекла две основне дипломе на Универзитету у Њујорку и МБА на Колумбија Бизнис Скул. Синтија Марфи је 2009. године развила контакте у финансијским круговима Њујорка као средство за добијање детаља о глобалном тржишту злата. Лидија је покушавала да негује однос са Аланом Патрикофом, ризичним капиталистом који је копредседавао председничком кандидатуром Хилари Клинтон 2008. и покушавала је да „покушава да изгради односе мало по мало“. Лидија Гуријева је била потпредседница Morea Financial Services у Њујорку.
Владимир Гурјев је обезбедио новац и опрему Куцику (види доле) на састанку 2004. у Колумбус кругу у Њујорку и 2009, где је дато 150.000 долара и флеш диск. Када компјутерски програм није радио, Гурјев је Куцику испоручио лаптоп рачунар који је Гурјев донео из Москве.
Владимир и Лидија Гуријева ухапшени су у својој кући у улици Маркет 31 у Монтклеру у Њу Џерсију. Пар има две малолетне ћерке, са 11 и 9 година у време хапшења. Владимир Гуријев је користио лажни извод из матичне књиге рођених који је тврдио да је рођен у Филаделфији, док је његова супруга рекла да је рођена у Њујорку као "Синтија А. Хопкинс". Њих двоје су раније живели у стану у Хобокену у Њу Џерсију, након што су стигли у Сједињене Америчке Државе средином 1990-их. Затим су купили кућу у предграђу Монтклера за 481.000 долара 2008. Када су је купили, пар се препирао са својим руковаоцима ко ће званично бити власник куће, а коначна одлука је била да она буде у власништву „Московског центра”.
Професорка Нина Хрушчова, која је три године радила као Владимиров факултетски саветник у The New School, почевши од 2002, рекла је у јулу 2010. да јој је било тешко да открије наводног рођеног Филаделфије : „Увек сам била збуњена недоследношћу између потпуно Американаца име и потпуно руско понашање... Имао је тврд руски нагласак и невероватно несрећну руску личност.“
Владимира Гурјева је његова супруга критиковала због лошег прикупљања информација; предложила му је да ступа у контакт са појединцима који су повезани са Белом кућом. Пар је такође имао задатак да добије информације о америчкој политици у Авганистану, иранском нуклеарном програму и најновијим преговорима о смањењу стратешког наоружања.

#### Михаил Куцик и Наталија Переверзева (Мајкл Зотоли и Патриша Мајлс)
Михаил Куцик (Мајкл Зотоли) и Наталија Переверзева (Патриша Мајлс) били су агенти у Сијетлу, Вашингтон, и, касније, Арлингтон, Вирџинија. Изгледа да су у 40-им годинама. Куцик је дошао у САД 2001, а Переверзева 2003, према FBI. Он је тврдио да је Американац, али је имао јак нагласак, а она је тврдила да је Канађанка, али су комшије рекли да је звучала као Југословенка. Живели су у области Сијетла у Вашингтону око две године и обоје су похађали Универзитет у Вашингтону, Ботел, где су стекли дипломе из бизниса. Зотоли је током година радио за неколико различитих послова, укључујући рачуновођу телеком компаније, продавца аутомобила и запосленог у фирми за телеконференције. Переверзева је била мајка која је остала код куће и бринула се о њиховом малом сину по имену Кени; други син је рођен крајем 2009. Након што је Куцик изгубио посао 2009. године, преселили су се са децом у 
|Арлингтон, Вирџинија, касније те године. Након што су њихови родитељи ухапшени, договорено је да се деца пошаљу у Русију.
Куцик и Переверзева су признали кривицу за „заверу да се понашају као нерегистровани агент стране земље“. Изгледали су као обичан брачни пар са двоје мале деце. Међутим, америчке власти наводе да су обоје шпијунирали за Русију у САД од најмање 2004. године. Они су у свом стану у Сијетлу у небодеру примили посебно кодиране радио преносе, а FBI је тајно ушао у њихов дом, где су пронашли насумичне бројеве који се користе за декодирање „радиограма“. Куцик је примио новац од Гуријева (Марфија) у Колумбус кругу у Њујорку 2004. године, док је Переверзева стајала као посматрач. Године 2006, FBI их је фотографисао како посећују област Вуртсборо у Њујорку, где су ископали сноп новца на пољу где га је Метсос ставио тамо две године раније. Куцик је поново посетио Њујорк 2009. године, где је очигледно добио 150.000 долара у готовини и флеш диск од Марфија. Куцик је комуницирао са СВР користећи лаптоп који је Гурјев донео из Москве након што компјутерски програм који му је испоручен није функционисао.
Куцик и Переверзева ухапшени су 27. јуна 2010. у својој кући у Арлингтону у Вирџинији. Обоје су имали породице које живе у Русији и тужиоци су тврдили да се кауција одбија под датим околностима.
Датума 13. јануара 2011, руски монопол нафтовода, Трансњефт, потврдио је да је Наталија Переверзева именована за саветника за спољно-економске односе председника компаније Николаја Токарева.

#### Михаил Семенко
Михаил Семенко је био један од двојице агената који су „оперисали под својим правим именом“. Наводи се да је студирао годину дана на Харбинском технолошком институту. Такође је похађао школу и дипломирао у САД на на Универзитету Сетон Хол, а једна од диплома била је са Вајтхед школе за дипломатије. Течно говори енглески, мандарински, руски и шпански. Касније је радио за Conference Board у Њујорку 2009. године, а током 2009–2010. наводно је радио у Travel All Russia, туристичкој агенцији у Арлингтону, Вирџинија, помажући кинеским и латиноамеричким путницима да планирају путовања. Чинило се да је у касним двадесетим; његове комшије су рекле да је он био модеран човек који је возио аутомобил Мерцедес С500 и са својом девојком причао руски.
Семенка је први пут приметио FBI 5. јуна када је користио рачунар у ресторану за слање шифрованих порука, вероватно у аутомобил паркиран у ресторану који је имао руске дипломатске таблице и који је возио руски званичник за кога се знало да је пребацио новац другим руским агентима спавачима 2004. године.
Дана 26. јуна 2010. или приближно тог датума, Семенко се састао са прикривеним агентом FBI-а који је наводно био руски агент и прихватио 5.000 долара, које је испоручио на локацију у парку у Арлингтону у Вирџинији. Предаја је реализована у 11:06 ујутру и Семенко је касније тог дана ухапшен у својој резиденцији у Арлингтону у Вирџинији, предграђу Вашингтона.

## Други претпостављени агенти

### „Кристофер Метсос“ (Павел Капустин)
Човек познат по имену „Кристофер Метсос“ наводно је био човек за новац и главни посредник иза Илегалног програма и СВР.
Дана 29. јуна 2010. године, поступајући по обавештењу Интерпола, полиција је ухапсила 55-годишњег мушкарца на међународном аеродрому Ларнака на Кипру док се спремао да се укрца у авион за Будимпешту . Пуштен је након што је уплатио 27.000 евра за кауцију и речено му је да се након тога јави у полицијску станицу, али је то прескочио и очигледно побегао из земље.
Према информацијама америчких власти убрзо након његовог лета, „Метсос“, који је путовао са канадским пасошем и тврдио да је Канађанин, редовно је путовао у САД да испоручи новац својим колегама руским шпијунима; он би обично остављао новац на локацијама у области Њујорка, укључујући кафић, ресторан и станицу метроа. Према његовом кипарском адвокату, „Метсос“ није имао уочљив руски нагласак и описао је себе као становника Канаде који се развео пре 15 година и има сина који живи у Паризу.
Медији су 26. јула 2010. објавили да су државне службе Канаде поништиле путну исправу издату Кристоферу Метсосу.
Крајем јула 2010, руска политичка коментаторка Јулија Латинина изнела је теорију да је „Кристофер Метсос“ можда био двоструки агент и да је вероватно сада у САД; није навела никакве изворе.
Судском пресудом прочитаном у Москви 27. јуна 2011. „Метсос“ је идентификован као Павел Капустин (Павел Капустин), руски професионалац за шпијунажу, који је ексфилтриран након што је пуштен уз кауцију на Кипру.

### Алексеј Каретников
Дана 13. јула 2010, америчка влада је објавила да је дванаеста, до сада непозната, особа задржана у притвору, а медији су рекли да је умешана у исту федералну истрагу. Касније тог дана, та особа је идентификована као Алексеј Каретников, 23-годишњи бивши почетник софтверски тестер у Мајкрософту, који је ухапшен 28. јуна 2010. у Сијетлу. Оптужен је за кршење имиграционих правила и пристао је на депортацију уместо даљег судског поступка; послат је у Русију 13. јула 2010. Службеници за спровођење закона рекли су на дан његове депортације да Каретников није имао директне везе са другим депортованим особама, иако се његово име појавило у широј истрази.

## Технике комуникације
Руски агенти су користили приватне Вај-фај мреже, флеш меморијске картице и текстуалне поруке скривене у графичким сликама за размену информација. Прилагођени стеганографски софтвер развијен у Москви коришћен је где су скривене поруке убачене у иначе безазлене датотеке. Овај програм је покренут коришћењем тастера Control-Alt-E и уношењем лозинке од 27 знакова, коју је FBI пронашао записано. Коришћени су и кодирани рафали података које шаље краткоталасни радио предајник. Друге методе су укључивале коришћење невидљивог мастила и размену идентичних кеса на јавним местима.
У јануару 2010. Ана Чепман је користила свој лаптоп у њујоршком кафићу у 47. улици да електронским путем пренесе податке руском званичнику који је пролазио. Два месеца касније, Чепмен је користила приватну Ви-Фи мрежу, вероватно у продавници Barnes & Noble у улици Гринвич у Њујорку, да комуницира са истим руским званичником, који је био у близини. Чапман је користила проширивач домета за свој лаптоп.

## Судски поступци
Дана 27. јуна 2010. специјални агент FBI-ја Амит Качија-Пател поднео је запечаћену жалбу у којој се наводи да је прекршен 18. члан Кодекс Сједињених Америчких Држава, одељак 951 (завера да би деловали као нерегистровани агенти стране владе). Судија за прекршаје Роналд Л. Елис издао је налог за хапшење Ане Чепман и Михаила Семенка.
Ујутро 7. јула, дописник Ројтерса из Москве Гај Фоконбриџ објавио је вест о размени шпијуна. Он је известио да је Игор Сутјагин — затворен 2004. године због преношења тајни британској компанији за коју су руски тужиоци рекли да је параван за ЦИА — требало је да буде замењен у оквиру договора са САД о враћању руских агената кући. 
На рочишту одржаном у савезном суду на Менхетну 8. јула 2010. године пред судијом Кимбом Вудом, свих десет оптужених изјаснило се кривим по једној оптужби за тајну заверу да би деловали као агенти руске владе. Иако би оптужба могла да носи и до пет година затвора, Вашингтон пост је описао изјашњавање као први корак у нечему што би могла бити највећа размена заробљеника између Сједињених Држава и Русије од времена Хладног рата. Према споразумима о признању кривице, оптужени су такође открили свој прави идентитет и сви осим Вики Пелаез признали су да су држављани Русије.
Дана 9. јула 2010. године, државни тужилац Ерик Холдер рекао је да нико од десет оптужених није пренео поверљиве информације и да стога нико није оптужен за шпијунажу.
Сви оптужени су осуђени на већ издржане казне. Према писању Њујорк тајмса, политички лидери две земље склопили су договор и пре подизања оптужнице — при чему су амерички тужиоци и адвокати оптужених играли минималну улогу. 

## Размена затвореника
Ројтерс је 7-8. јула 2010. известио да су САД и Русија постигле договор према којем ће десет особа ухапшених у тој земљи у оквиру Илегалног програма бити депортовано у Русију у замену за појединце које је Русија осудила за шпијунажу у име САД и УК. У размену су укључени Игор Сутјагин, Александар Запорошки, Сергеј Скрипал и Генадиј Василенко. Сва четворица су провела доста времена у руским затворима; Најмање троје затвореника у Русији осуђено је за шпијунирање за Уједињено Краљевство или САД.
Шеф кабинета Беле куће Рахм Емануел је наводно 8. јула рекао да је председник Барак Обама одобрио споразум о размени. Званичник администрације је рекао да Обама није разговарао са руским председником Дмитријем Медведевим о размени шпијуна, али да је био „потпуно информисан и ангажован у том питању“. Извештава се да постоји широк договор у САД да се агенти брзо депортују јер ниједна влада није желела да случај наруши покушаје да се ресетују њихова веза.
Непосредно пре постизања споразума о размени, нуклеарни специјалиста Игор Сутјагин, један од руских затвореника укључених у споразум, пребачен је у московски затвор из објекта у близини Арктичког круга, а затим је одлетео у Беч у оквиру размене.
Према америчко-руском споразуму, руска влада је пристала да пусти руске затворенике и чланове њихових породица ради пресељења. Руски затвореници су служили неколико година у затвору, а неки су били лошег здравља.
Дана 9. јула, свих десет осумњичених је депортовано. Државни чартер млазњак компаније Vision Airline напустио је њујоршки аеродром Ла Гвардиа и одлетео до међународног аеродрома Беч преко Бангора, у држави Мејн, на допуну горива, а затим на замену око поднева 9. јула (по локалном времену). Из Беча су се враћала четворица руских затвореника – Сутјагин, Запорошки, Скрипал и Василенко. Авион је слетео на РАФ Бриз Нортон у Оксфордширу, у Енглеској, да би спустио двоје размењених руских држављана и наставио ка међународном аеродрому Вашингтон Далес 9. јула поподне. Млазњак руске владе Јаковљев Јак-42 вратио се на московски аеродром Москва-Домодедово, где је, након слетања, десет шпијуна држано подаље од локалне и међународне штампе.
Касније тог дана руско министарство спољних послова потврдило је размену четворо осуђених за десет руских држављана, наводећи „хуманитарне разлоге и конструктиван развој партнерства“.

## Размењени руски затвореници

### Игор Сутјагин
Игор Сутјагин је био истраживач контроле наоружања на Институту за америчке и канадске студије (ИСКАН) Руске академије наука. Ухапшен је 1999. године, а у априлу 2004. осуђен на 15 година тешког рада под оптужбом за велеиздају. Сакупио је податке отвореног кода о руским нуклеарним подморницама и системима за упозорење на ракете, анализирао их и доставио британској консултантској фирми. Он је упорно негирао да користи било какве поверљиве информације, а за ИСКАН се каже да нема приступ руским поверљивим материјалима. Сутјагин је задржао своју невиност током целог суђења и осуде, али је морао да се изјасни кривим непосредно пре размене да би се квалификовао за председничко помиловање. Стејт департмент САД и Amnesty International класификовали су Сутјагина као политичког затвореника, а не шпијуна. Вашингтон пост је прокоментарисао да се Сутјагинов случај разликује од осталих ослобођених затвореника и да је његово првобитно хапшење можда било да упозори Русе да не сарађују са западним компанијама и истраживачким центрима.
Према његовим рођацима, Сутјагин се јавио кући по доласку у Велику Британију, рекавши да је смештен на непознатој локацији у предграђу Лондона и да су му британске власти у процесу издавања визе за УК. Касније је његов адвокат потврдио да је Сутјагину одобрено да остане у УК.

### Сергеј Скрипал
Сергеј Скрипал је био пуковник руске Војне обавештајне службе (ГРУ), који је ухапшен и осуђен за велеиздају у Русији 2006. године и осуђен је на 13 година затворске казне. Према тужилаштву, он је шпијунирао за британски МИ6 као двоструки агент. Након размене затвореника 2010. преселио се у Велику Британију, а 2018. Скрипал и његова ћерка Јулија су отровани нервним агенсом у Солсберију у Енглеској. Случајно су отроване и три цивила и један је преминуо.

### Александар Запорожски
Александар Запорошки је био оперативац у Спољној обавештајној служби Русије. Осуђен је 2003. на 18 година затвора због тајне сарадње са САД. Ослобођен је као део размене након што је одлежао седам година.

### Генади Василенко
Генадиј Семјонович Василенко је једина особа замењена са руске стране која није осуђена по оптужбама за шпијунажу (велеиздају). Био је официр КГБ-а који је радио за спољне обавештајне и контраобавештајне службе током 1970-их и 1980-их. Године 1988., вероватно пошто га је руска кртица из FBI-ја, Роберт Хансен лажно оптужила, пао је под сумњу да је двоструки агент. Василенко није осуђен, већ је отпуштен из КГБ-а. Ухапшен је 2005. године и оптужен за убиство у покушају. Због недостатка доказа ова оптужба је одбачена. Уместо тога, осуђен је на три године затвора због илегалног поседовања ватреног оружја и експлозивних материја. Василенко је 2009. осуђен и поново осуђен због наводног покушаја подмићивања службеника установе.
Према извештајима медија (који се позивају на анонимне изворе у руској обавештајној служби), Василенко је уврштен на листу за размену због личног захтева официра ЦИА-е који је познавао Василенка када је био постављен у САД под дипломатским заштитом од 1976. до 1981.

### Други
Александар Сипачев је био пуковник руске обавештајне службе који је ухапшен након што је доставио извештај на тајну локацију 2002. године. Осуђен је на осам година због шпијунирања за ЦИА. Извештава се да је разматран за замену али није био међу четворицом ослобођених Руса.
Шест других је разматрано за размену како би се дошло до 11:11, али нису размењени у Бечу.

## Политичке последице
Иако се спекулисало да би хапшења наводних шпијуна, која су се догодила једва 72 сата након посете председника Медведева Белој кући, могла бацити сенку на напоре председника Барака Обаме да побољша односе између САД и Русије, 30. јуна 2010, америчка администрација је рекла да неће протерати руске дипломате и није изразила негодовање што је Русија очигледно ухваћена да је шпијунира.
Двадесет и деветог јуна 2010. у коментару Гардијану је стајало: „Открића о шпијунским ланцима су последње што треба политичару попут Медведева, који се представља као модернизатор“;  у свом броју од 1. јула 2010, The Economist је написао: „Открића су изазвала срамоту у Москви, не толико зато што је Русија ухваћена да шпијунира Америку, већ зато што је то чинила тако неспретно. Стари КГБ-ови шпијуни су ове недеље жалили због пада професионалних стандарда. Али скандал има и доста озбиљније домаће импликације. То пробија мистику која је омогућила безбедносним службама да стекну такав утицај под Владимиром Путином, бившим председником Русије и садашњим премијером и бившим шпијуном КГБ-а. Прича дискредитује њега и његов круг силовика, бивших и садашњих припадника служби безбедности. Бити исмејан горе је од страха.“
Ирска влада је 1. фебруара 2011. донела одлуку да протера руског дипломату из земље  – први пут од 1983. године, након ирске владе, на основу истраге коју је водио специјални детектив Garda Síochána (СДУ) је закључила да је руски безбедносни агент са седиштем у руској амбасади у Ратгару прикупио детаље из шест правих ирских пасоша који су потом ефективно клонирани у Русији за шпијуне са седиштем у САД. Министарство спољних послова Ирске је саопштило: „Влада је данашњом акцијом још једном јасно ставила до знања да неће толерисати фабриковање и употребу фалсификованих ирских пасоша од стране агената стране државе“. Ирска штампа је 4. фебруара 2011. идентификовала протераног дипломату као Александра Смирнова, првог секретара конзуларног одељења руске амбасаде. Русија је 2. фебруара 2011. запретила одмаздом.

## Последице размене
Након што су руски агенти враћени у Русију, допремљени су у штаб СВР. Они нису технички ухапшени, а рођаци су могли да их посете. Међутим, није им било дозвољено да напусте установу све док се не заврши процес разговора, који је трајао неколико недеља, пошто су руске власти изгледало да сумњају да издаја – од стране било ког од агената или не – може бити уверљиво објашњење за њихово разоткривање.
Према речима њеног адвоката, Вики Пелаез је смештена у московском стану који су обезбедиле руске власти. Одбила је понуду руске владе од 2.000 долара месечно и планирала је да се врати у Перу.
28. јуна 2010. УК је одузела британско држављанство Ани Чепман.
Дана 13. јула 2010. године, цитирани су руски обавештајни извори који су рекли да ће депортовани руски агенти бити подвргнути ригорозној серији тестова, укључујући детектор лажи, како би се утврдило да ли је неко од њих деловао као двоструки агент.
Шпијунска афера је привукла пажњу медија, укључујући Чепмена који је описан као „гламурозан“, а потпредседник САД Џо Бајден се шалио недуго након размене у телевизијској емисији са комичаром Џејем Леном на питање „Имамо ли тако згодних шпијуна?“ говорећи „Да будем јасан. Није била моја идеја да је пошаљем назад.“ Џо Бајден је такође рекао за руске агенте: „А десеторка, они су дуго овде, али нису урадили много.
У јулу 2010. године, током посете Криму у Украјини, руски премијер Владимир Путин рекао је новинарима, не наводећи датум, да је имао састанак са агентима, посебно признајући да је међу њима био и Чепмен; рекао је да су имали "тежак живот" и да су предати као резултат и„здаје”; такође је певао са агентима уз живу музику неке песме, међу којима је и „Одакле почиње матица” (Шта матица почиње или од чега почиње матица). Путин је одбио да оцењује њихов рад рекавши да није на њему да оцењује, већ на специјалистима и „крајњим потрошачима информација таквог типа, врховном команданту – председнику Руске Федерације“.
Пребег и бивши агент ГРУ-а Виктор Суворов, био је пун презима и према агентима и према служба које су их послале.
Средином августа 2010, сер Стивен Ландер, бивши генерални директор МИ5 (1996–2002), изнео је мишљење да само постојање круга руских „илегалаца“ није нешто за потценити: „Чињеница да су они неупадљиви или не изгледајте озбиљно је део шарма посла. Зато су Руси тако успешни у неким од ових ствари. Они су у стању да поставе људе на те позиције током времена како би изградили своје покриће како би били корисни. Они су део машине... А машина је веома професионална и озбиљна.“
У октобру 2010. године руски председник Дмитриј Медведев је одао признање тим „обавештајцима који су радили у Сједињеним Америчким Државама и који су се вратили у Русију у јулу“ заједно са другим припадницима руске службе СВР за служење отаџбини на свечаностима одржаним у Кремљу.
У новембру 2010. неидентификовани званичник Кремља рекао је Комерсант-у да је план убиства наводног пребега „пуковника Шчербакова“ већ у изради: „Знамо ко је и где се налази“. Извор је додао да је „Меркадер“ послат за Шчербаковом — што се односи на убицу Рамона Меркадера који је убио Лава Троцког у Мексику секиром 1940. Аутор новинског чланка је касније рекао да је та изјава могла бити дата у шали („шпијунски хумор“). Дана 13. новембра 2010. амерички обавештајни аналитичар Дејвид Вајс је сугерисао да, под претпоставком да је Шчербаков у САД, он мора бити под заштитом FBI.
У новембру 2010. године, новинска агенција Интерфакс је цитирала неидентификовани „руски обавештајни извор“ који је рекао да је „пуковник Александар Потејев, бивши заменик шефа америчког одељења Управе С (илегалне обавештајне службе) у оквиру СВР“ био предмет и унутрашњих и кривичне истраге, при чему је вероватно да је кривични поступак покренут према члану 275 Кривичног закона РФ (велеиздаја). Идентитет Потејева (пуно име: Александр Николаевич Потеев, Александр Николајевич Потејев) потврдили су други извори из бившег КГБ-а и бившег СВР-а. Открића у руским медијима о „издаји“ унутар СВР-а коментатори су видели као знак текуће борбе унутар највише бирократије РФ за контролу над административно аутономном агенцијом која је била део КГБ-а СССР-а.
Првог децембра 2010. коментатор и истраживач Бил Герц цитирао је „бившег обавјештајног званичника блиског Националној сигурносној агенцији“ (НСА) који је рекао да FBI и НСА спроводе контраобавјештајну истрагу у седишту НСА у Форт Медеу, Мериленд, у строго тајном лову на руског агента, верујући да је шпијунски ланац вероватно деловао као канал за информације које долазе од „једног или више руских шпијуна за које је НСА уверена да живе у Форт Миду и вероватно у другим канцеларијама Министарства одбране, као што је ДИА“. Извештај Била Герца подстакао је руског обавештајног стручњака Андреја Солдатова да доведе у питање квазизваничну верзију о одговорности Потејева. У интервјуу датом Лерију Кингу, који је емитовао CNN отприлике у исто време, руски премијер Путин је тврдио да руски агенти „заслужују безусловно поштовање“; према његовим речима, није учињена никаква штета америчким интересима и да ће они постати оперативни само „у кризним периодима, рецимо, у случају прекида дипломатских односа“.
Шеснаестог децембра 2010, премијер Путин је, одговарајући на питање током телевизијске емисије о томе да ли је икада потписао налоге за убиство, рекао да су ударни одреди одавно укинути у Русији; говорећи конкретно о прелетачу који је наводно одговоран за разоткривање десеторице агената спавача, проказао га је као "грубијана" и "свињу" рекавши да ће "издајници сами гракнути", додајући да је живот издајника јадан и за жаљење.
Трећег маја 2011. године у Москви, Александар Потејев је оптужен за велеиздају и дезертерство, а касније му је суђено у одсуству. Дана 27. јуна 2011. оглашен је кривим у одсуству по обе оптужбе и осуђен на 25 година затвора;  У пресуди судије се наводи да је Потејева регрутовала ЦИА 1999. Његов адвокат именован од суда рекао је да је Потејевљева накнада од америчке владе можда достигла 55 милиона долара. 
У јулу 2012. откривени су нови детаљи о активностима агената који су сугерисали да су неки од њих планирали да регрутују своју децу да постану агенти.